# Microsoft Whiteboard

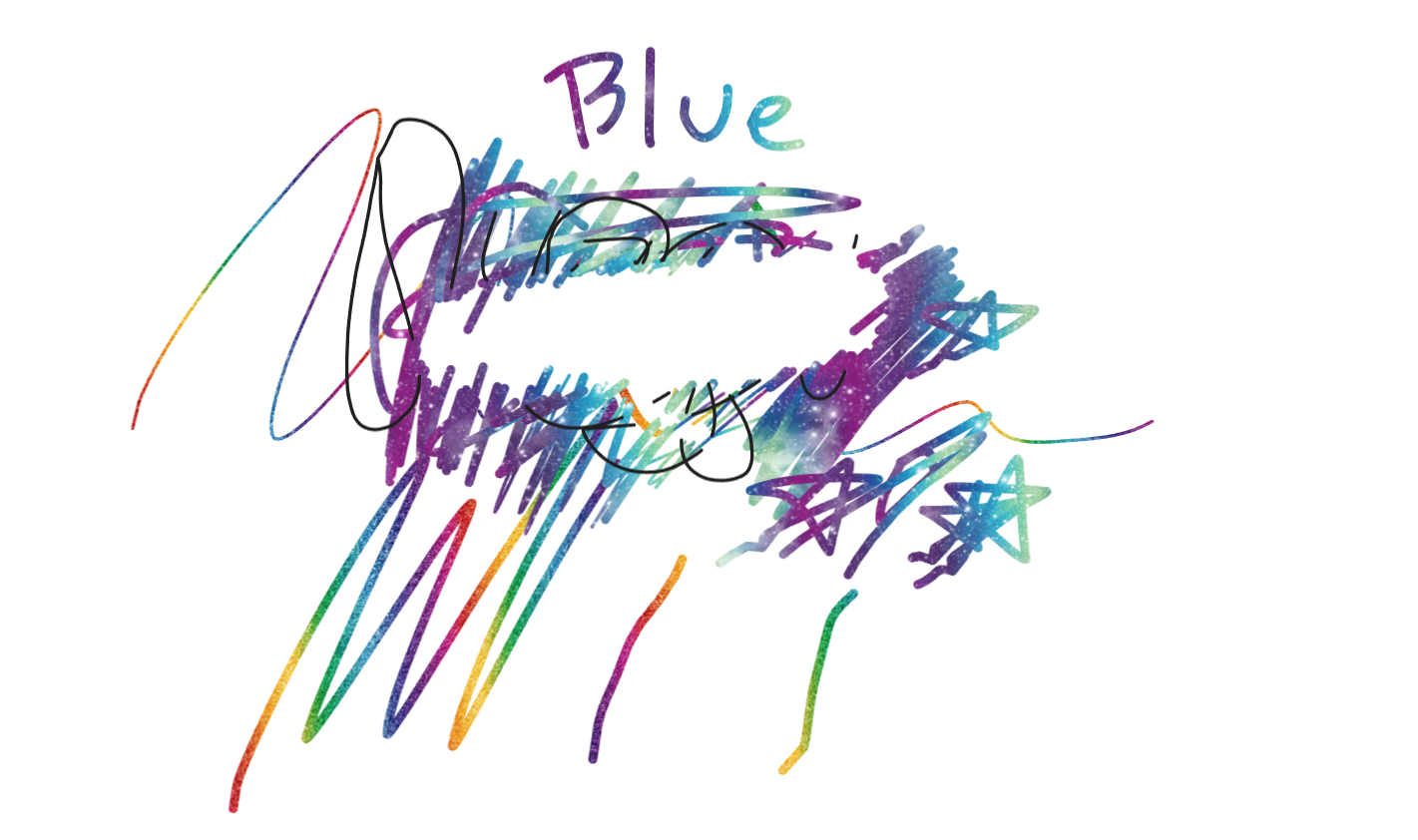
Ejemplo de dibujo en Microsoft Whiteboard

Microsoft Whiteboard es un servicio de pizarra digital en línea que permite una colaboración en equipo seguro y sin esfuerzo.

## Características
Microsoft Whiteboard tiene, regla virtual, notas adhesivas, plantillas, gráficos y funciones avanzadas como la escritura a mano y la conversión de la entrada del lápiz en formas.
La cuenta que uses guarda automáticamente todas las pizarras generadas, para que puedas acceder más tarde a ellas en la aplicación de Windows, iOS, Teams, o en la web y continuar donde lo dejaste.

## Colaboración
Al colaborar en una misma pizarra, este reúne a todos los miembros del equipo, trabajando desde sus propios dispositivos en cualquier lugar. También puedes ver lo que están haciendo tus compañeros de equipo en tiempo real y colaborar en la misma área de la pizarra.  
Puedes colaborar en la misma pizarra con otras personas generando un enlace único para compartir tu pizarra en tiempo real.

## Disponibilidad
- La aplicación Whiteboard para Windows está disponible para los dispositivos Windows 10 a posteriores versiones.[4]
- La aplicación Whiteboard para iOS es compatible con Apple iOS 9 o posterior, y requiere iPhone 5s o posterior, iPad Mini 3 o posterior, iPad Air o iPad Pro.[4]
- Whiteboard para la Web es compatible con los dispositivos que ejecutan una versión actualizada de la mayoría de los exploradores, como Edge, Chrome, Firefox y Safari.[5]
- Dispositivos Surface Hub.

## Versiones
- Whiteboard para la web
- Whiteboard para Windows
- Whiteboard para iOS
- Whiteboard para Android (Beta)